# Suleiman Nabulsi
Suleiman Nabulsi (en arabe : سليمان النابلسي), né 1908 (parfois indiqué en 1910) et mort le 14 octobre 1976, est un homme politique jordanien. Il fut premier ministre entre 1956 et 1957.